# 洪淳玉
洪 淳玉（ホン・スノク、朝鮮語: 홍순옥、1895年3月19日 - 没年不明）は、日本統治時代の朝鮮および大韓民国の医師、政治家。制憲韓国国会議員。

## 経歴
忠清北道清原郡出身。鎮川郡の梨月書堂で漢文を学んだ後、梨月老谷公立普通学校、鎮川普和学校・普明学校卒。清州愛人病院修学を経て同病院助手、忠北道立清州病院院長を務めたほか、医学の研究もした。1932年12月に医師試験に合格した後、鎮川郡の広恵院で病院を開業した。光復後の米軍政庁時代は公医を務め、その後は清原郡米院面治安維持会会長、信託統治反対国民総動員委員会米院面委員長、大韓独立促成国民会米院支部支部長・清原郡支部副委員長、国会議員、国会内務委員・幹事を務めた。朝鮮戦争中に北朝鮮に拉致された。